# Yvan Arpa
Yvan Arpa es un diseñador de relojes suizo, fundador de Luxury Artpieces, su propia empresa dedicada a la producción de diversos tipos de artículos de lujo.

## Semblanza
Arpa comenzó su carrera como profesor de matemáticas y, tras participar en combates profesionales de artes marciales en Tailandia y cruzar Papúa Nueva Guinea a pie, regresó a sus raíces en Suiza.
En 1997, se incorporó al Grupo Richemont en la empresa relojera Baume & Mercier como director general para Suiza y como director de ventas de Europa y Asia.
De 2002 a 2006 actuó como director general de Hublot y participó en el lanzamiento del Big Bang.
De 2006 a 2009 fue director ejecutivo de Romain Jerome, presentando relojes con acero procedente del Titanic o Suelo lunar real.
En 2009, Yvan Arpa creó su propia empresa llamada Luxury Artpieces, para la que lanzó las marcas que se indican a continuación:
- Black Belt Watch se inspira en las siete virtudes, el código de conducta samurái asociado al guerrero Bushido. La marca también propone un reloj solo para personas que posean un cinturón negro en artes marciales.

- ArtyA: La marca se caracteriza por las materias primas poco convencionales que utiliza, como alas de mariposa, balas reales, excrementos fosilizados de dinosaurios, arañas reales, cajas alcanzadas por un rayo, hojas de tabaco, etc.

De 2010 a 2011, desempeñó el cargo de director de operaciones de Jacob&Co.
En el Basel World 2013, lanzó la marca Spero Lucem, llamada así en honor a su ciudad natal, Ginebra. Para esta marca también creó bolígrafos y juegos de cuchillos.
Personalizó una motocicleta, que le llevó más de 1.000 horas esculpir y personalizar, con artillería pesada incrustada en la parte trasera, en forma de un cinturón de balas en forma de XXL.
En 2016, Yvan Arpa diseñó el reloj inteligente Gear S3 para Samsung, que es el primer reloj inteligente que utiliza códigos de alta relojería.
También presentó el Samsung Gear S3 en Berlín, en su evento de lanzamiento internacional.
Según hodinkee y debido a su increíble historia de vida "Yvan Arpa es un fuerte candidato a ser el Hombre más interesante del mundo, edición suiza".
En 2017, Yvan Arpa se unió a Pascal Meyer, director del sitio web Qoqa. De su unión nació el reloj Magma, totalmente “swiss made” y respetando los códigos de la alta relojería.
Particularidad: posee una placa de reconocimiento por sus cicnco relojes icónicos de la relojería suiza.